# Liste der Stolpersteine in Telgte
Die Liste der Stolpersteine in Telgte enthält alle Stolpersteine, die im Rahmen des gleichnamigen Kunst-Projekts von Gunter Demnig in Telgte verlegt wurden. Mit ihnen soll an Opfer des Nationalsozialismus erinnert werden, die in Telgte lebten und wirkten.

## Verlegte Stolpersteine
| Adresse                           | Verlege- datum | Person, Inschrift                                                                          | Bild                                              | Anmerkung |
| --------------------------------- | -------------- | ------------------------------------------------------------------------------------------ | ------------------------------------------------- | --------- |
| Bahnhofstraße 14                  | Juni 2004      | Hier wohnte Johanna Auerbach geb. Pins Jg. 1880 tot 1942 in Warschau                       | Stolperstein für Johanna Auerbach geb. Pins       |           |
| Bahnhofstraße 14                  | Juni 2004      | Hier wohnte Hermann Auerbach Jg. 1878 tot 1942 in Warschau                                 | Stolperstein für Hermann Auerbach                 |           |
| Königstraße 43                    | Juni 2004      | Hier wohnte Karl-Heinz Steinhardt Jg. 1934 deportiert 1941 Riga verschollen                | Stolperstein für Karl-Heinz Steinhardt            |           |
| Königstraße 43                    | Juni 2004      | Hier wohnte Siegfried Mildenberg Jg. 1888 deportiert 1941 Riga verschollen                 | Stolperstein für Siegfried Mildenberg             |           |
| Königstraße 43                    | Juni 2004      | Hier wohnte Henriette Mildenberg geb. Jacobi Jg. 1894 deportiert 1941 Riga verschollen     | Stolperstein für Henriette Mildenberg geb. Jacobi |           |
| Ritterstraße hinter der Volksbank | Juni 2004      | Hier wohnte Maria Josefa Unger Jg. 1938 deportiert 1943 Auschwitz ermordet 12. August 1943 | Stolperstein für Maria Josefa Unger               |           |
| Ritterstraße hinter der Volksbank | Juni 2004      | Hier wohnte Josef Emil Unger Jg. 1928 deportiert 1943 Auschwitz ermordet 8. Dezember 1943  | Stolperstein für Josef Emil Unger                 |           |
| Steinstraße 4                     | Juni 2004      | Hier wohnte Klara Auerbach Jg. 1877 deportiert Izbica verschollen                          | Stolperstein für Klara Auerbach                   |           |
| Steinstraße 4                     | Juni 2004      | Hier wohnte Erich Auerbach Jg. 1922 tot im Mai 1945 Dörnhau Kolce                          | Stolperstein für Erich Auerbach                   |           |
| Steinstraße 4                     | Juni 2004      | Hier wohnte Jacob Auerbach Jg. 1874 deportiert 1941 Łodz tot 25.5.1942                     | Stolperstein für Jacob Auerbach                   |           |
| Steinstraße 4                     | Juni 2004      | Hier wohnte Kurt Auerbach Jg. 1926 deportiert 1941 Łodz tot 1942                           | Stolperstein für Kurt Auerbach                    |           |
| Steinstraße 4                     | Juni 2004      | Hier wohnte Fanny Auerbach Jg. 1876 deportiert 1941 Łodz tot 8.8.1942                      | Stolperstein für Fanny Auerbach                   |           |